# 鴨洲白墩排
鴨洲白墩排（英語：Ap Chau Pak Tun Pai），又稱雙排，是香港的一個島嶼，地區行政上屬於北區。位於鴨洲以西，鴨洲海內。
鴨洲白墩排是鴨洲的附屬島嶼之一。
鴨洲白墩排上並沒有居民居住。